# William Douglas, IV baronetto
Sir William Douglas, IV baronetto (1730 – 16 maggio 1783), è stato un nobile e politico scozzese.

## Biografia
Era il figlio di Sir John Douglas, III Baronetto, e di sua moglie, Christiana Cunningham, figlia di Sir William Cunningham, II Baronetto. Era un discendente di William Douglas, I duca di Queensberry.
Fu membro del parlamento per Dumfries Burghs (1768-1780).

## Matrimonio
Sposò, il 21 marzo 1772, Grace Johnstone (?-25 marzo 1836), figlia di William Johnstone. Ebbero cinque figli:
- Lady Mary Douglas (?-15 gennaio 1841), sposò Sir Thomas Sidney Beckwith, non ebbero figli;
- Charles Douglas, VI marchese di Queensberry (1777-3 dicembre 1837);
- John Douglas, VII marchese di Queensberry (1779-19 dicembre 1856);
- Lord Henry Alexander Douglas (7 ottobre 1781-16 marzo 1837), sposò Elizabeth Dalzell, ebbero cinque figli;
- Lord William Robert Keith Douglas (1783-5 dicembre 1859), sposò Elizabeth Irvine, ebbero tre figli.

| Controllo di autorità | VIAF (EN) 76182169 · LCCN (EN) nr92034874 |